# Alluminato di lantanio
L'alluminato di lantanio è un composto inorganico del lantanio e dell'alluminio con formula LaAlO3, spesso abbreviato in LAO. È un ossido ceramico otticamente trasparente con una struttura di perovskite distorta.

## Proprietà
L'alluminato di lantanio cristallino ha una costante dielettrica relativa piuttosto alta: ~25. La struttura cristallina dell'alluminato di lantanio è una perovskite romboedrica distorta con un reticolo pseudocubico di costante 3,787 Å a temperatura ambiente (sebbene una fonte affermi che il parametro reticolare sia 3,82 Å). Le superfici lucide LAO a cristallo singolo mostrano una geminazione visibile a occhio nudo.

## Usi

### Film sottili epitassiali
Film sottili di alluminato di lantanio cresciuti epitassialmente possono servire a vari scopi per eterostrutture e dispositivi a elettroni correlati. L'alluminato di lantanio è talvolta usato come isolante epitassiale tra due strati conduttivi. I film epitassiali di tale materiale possono essere coltivati in diversi metodi, più comunemente mediante deposizione laser pulsata (PLD) ed epitassia da fasci molecolari (MBE).

### Interfacce LAO-STO
L'uso più importante e comune per l'alluminato di lantanio epitassiale è nell'interfaccia alluminato di lantanio-titanato di stronzio. Nel 2004, è stato scoperto che quando 4 o più cella unitarie di alluminato di lantanio vengono cresciute epitassialmente su titanato di stronzio (SrTiO3, STO), si forma uno strato bidimensionale conduttivo sulla loro interfaccia. Individualmente, l'alluminato di lantanio e il titanato di stronzio sono isolanti non magnetici, ma le interfacce LaAlO3/SrTiO3 mostrano conduttività elettrica, superconduttività, ferromagnetismo, grande magnetoresistenza nel piano negativa, e un'alta fotoconduttività persistente. Lo studio di come queste proprietà emergano all'interfaccia LaAlO3/SrTiO3 è un'area di ricerca in crescita nella fisica della materia condensata.

### Substrati
Cristalli singoli di alluminato di lantanio sono disponibili in commercio come substrato per la crescita epitassiale di perovskiti, e in particolare per superconduttori cuprati.

### Film sottili non epitassiali
I film sottili di alluminato di lantanio sono stati considerati materiali candidati per dielettrici ad alto {\displaystyle k} all'inizio della metà degli anni 2000. Nonostante la loro attraente costante dielettrica relativa di ~25, non erano abbastanza stabili a contatto con il silicio a temperature rilevanti (~1000 °C)